# Corona (exogéologie)
« Couronne (géologie planétaire) » redirige ici. Pour les autres significations, voir Couronne.
Pour les articles homonymes, voir Corona.

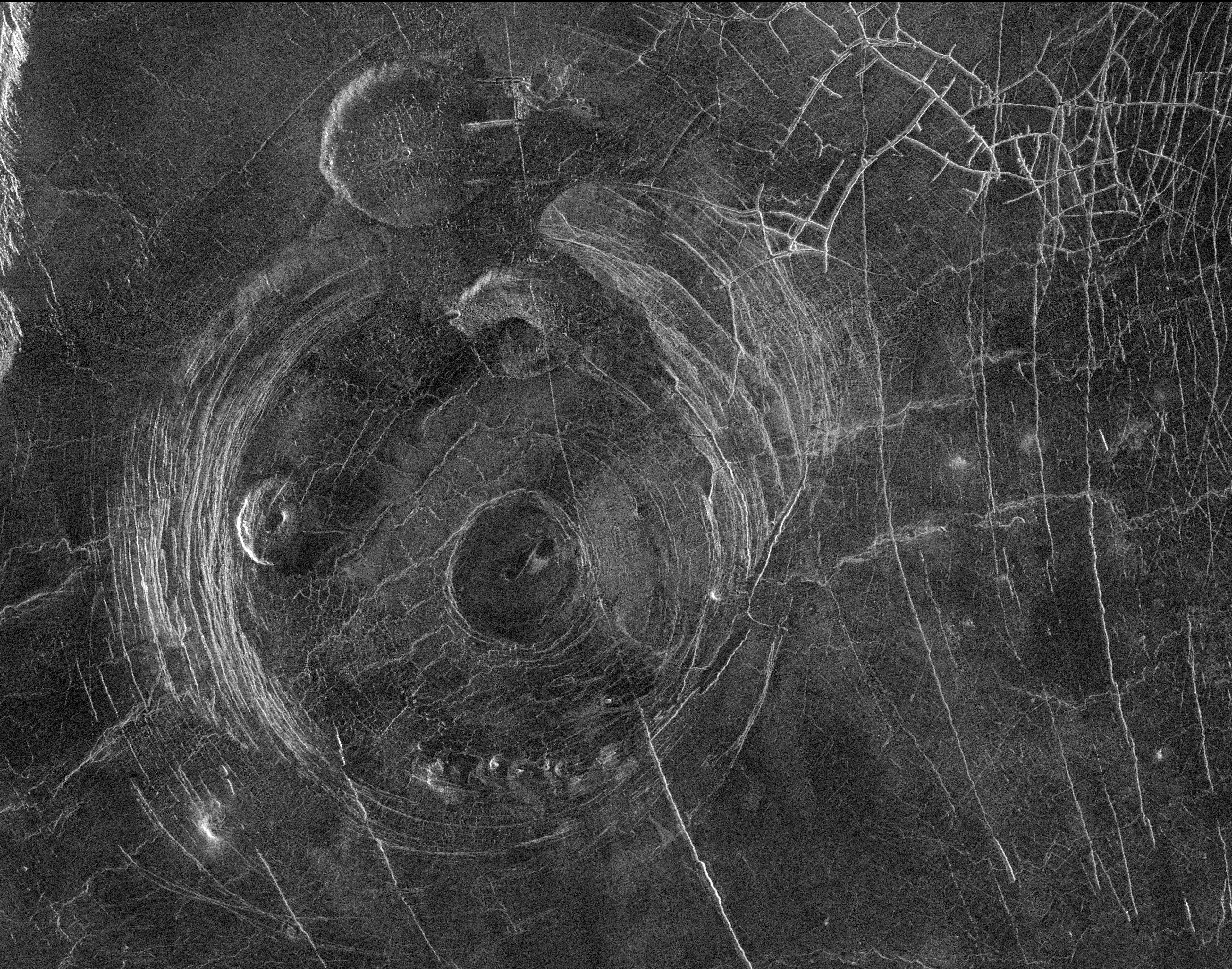
Fotla Corona, une corona de 150 km de diamètre située au sud de Dsonkwa Regio (Vénus), par 58,5° S et 163,5° E.

En exogéologie, une corona (pluriel : coronæ ou coronae) est une formation circulaire à ovoïde, marquée extérieurement par de nombreuses failles. Le mot est emprunté au latin (« couronne »).
Des coronæ ont été décrites sur Vénus et sur Miranda (un satellite d'Uranus).
On pense que les coronæ de Vénus résultent de la remontée de panaches mantelliques (diapirs) à un endroit où l'écorce est suffisamment fine pour être soulevée très localement puis s'affaisser une fois le phénomène terminé, laissant un ensemble complexe de traces d'expansion et de compression crustale mêlées.

## Coronæde Vénus
Sur Vénus, les coronæ sont des structures volcaniques typiquement assez vastes (plusieurs centaines de kilomètres de diamètre, jusqu'à même quelque 2 600 km pour Artemis Corona), identifiées en 1983 par les sondes soviétiques Venera 15 et Venera 16 dont les instruments radar fournirent une meilleure résolution de structures auparavant identifiées comme des cratères d'impact.
Les coronæ sont des structures originales et constituent une classe à part dans les formations géologiques du système solaire. L'imagerie radar les révèle sous forme de très vastes couronnes tectoniques, anneaux de crêtes et de linéaments concentriques atteignant 1 000 km de diamètre (2 600 km pour l'exceptionnelle Artemis Corona) et encerclant une région centrale riche en structures volcaniques. Leur profil est particulier : une fois gravie la pente extérieure et franchie la couronne tectonique, le relief intérieur commence par descendre en une fosse périphérique qu'on dénomme « les douves », puis resurgit généralement en un bombement central. Au centre du bombement, des dépressions de type caldera parachèvent souvent le tableau.
L'origine et la nature géologiques des coronæ de Vénus ne sont pas bien comprises. Selon l'hypothèse jugée la plus probable il s'agirait de la manifestation en surface, sous une croûte fine et plastique, de la remontée de panaches mantelliques provoquant un renflement localisé avec expansion centrale et compressions latérales,,, analogue à un point chaud. Cette activité tectonique toujours en cours pourrait constituer une alternative à la tectonique des plaques, probablement absente sur Vénus actuellement.

## Coronæde Miranda
Des structures similaires ont été observées sur Miranda, de taille importante par rapport à celle du satellite. Elles seraient dues à un phénomène de diapirisme entre glaces de densité différente.

## Le cas d'Alba Mons sur Mars
Alba Mons est un énorme volcan bouclier de la planète Mars, large de 1 600 km environ, au centre d'un système ovoïde de fossés d'effondrement qui a très tôt été rapproché des coronae dès leur observation sur Vénus,,.